# قلعه کرک
قلعه کرک (به عربی: قلعة الکرک)، قلعه‌ای است استان کرک در کشور اردن که طی دوره جنگ‌های صلیبی و پادشاهی اورشلیم در این منطقه ساخته شده است. این قلعه بزرگ‌ترین قلعه‌ای است که در ناحیه لوانت یا شام ساخته شده است. ساخت این دژ در سال ۱۱۴۰ میلادی و تحت نظارت پادشاه اورشلیم، فولک آغاز شد.

## نگارخانه

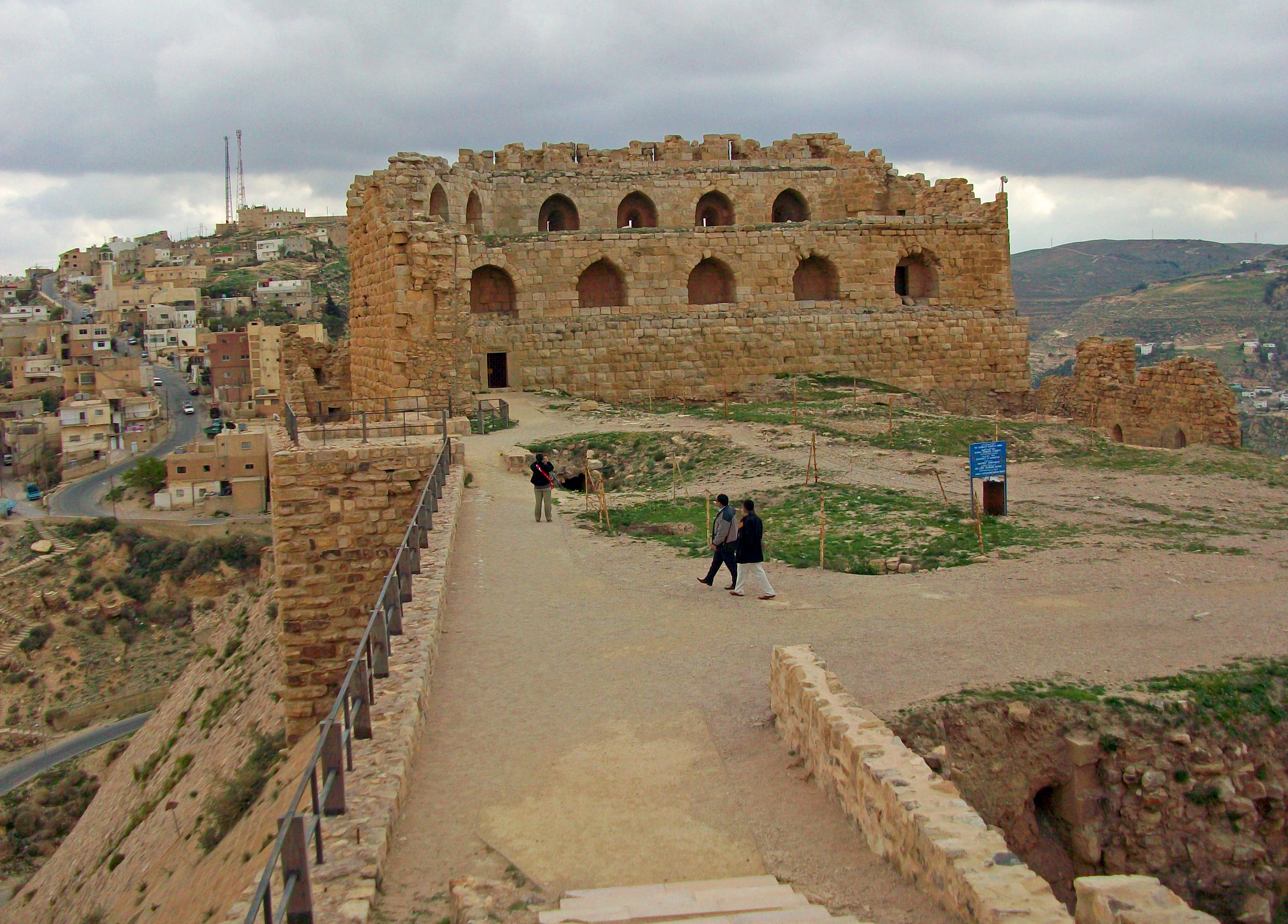
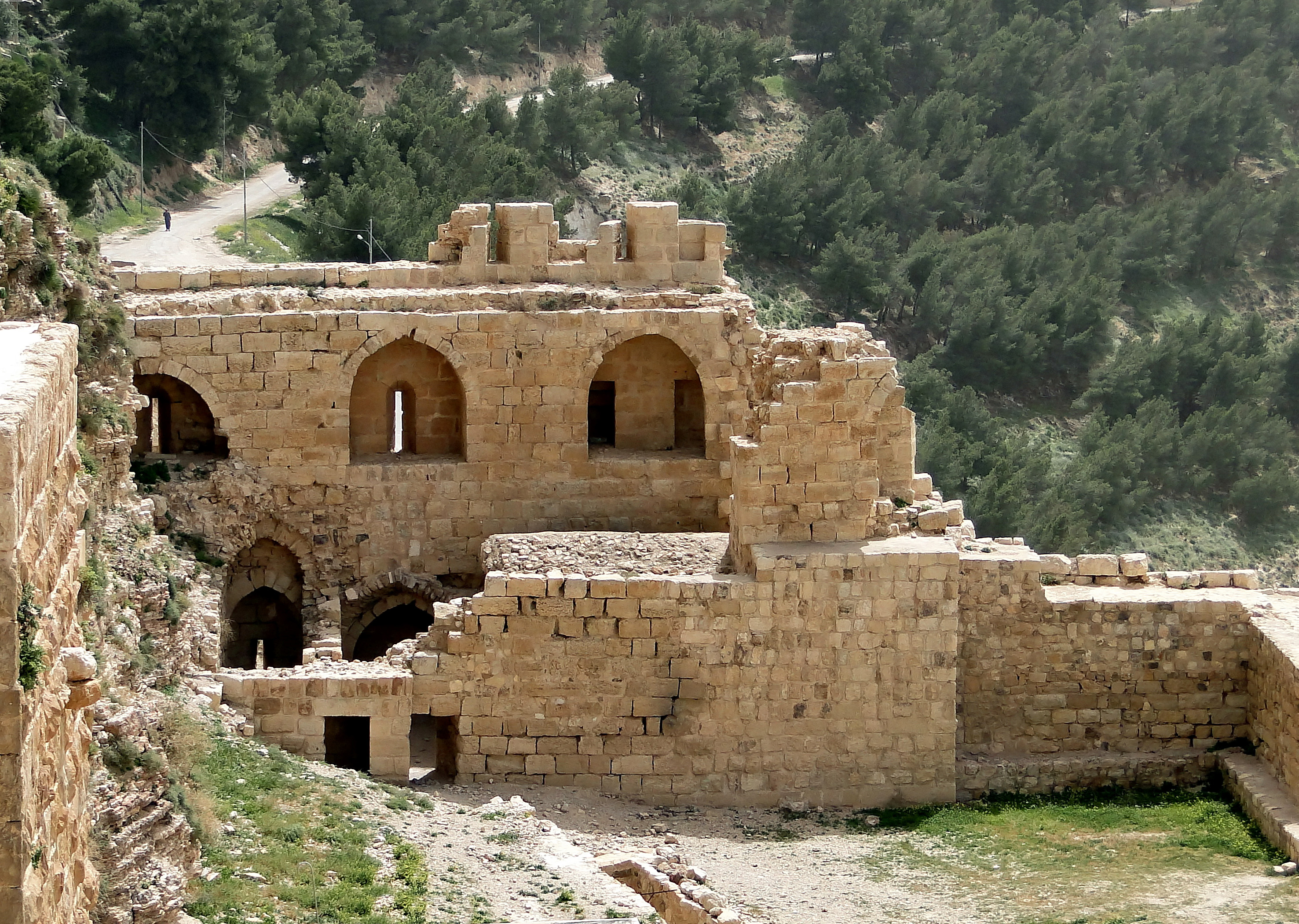
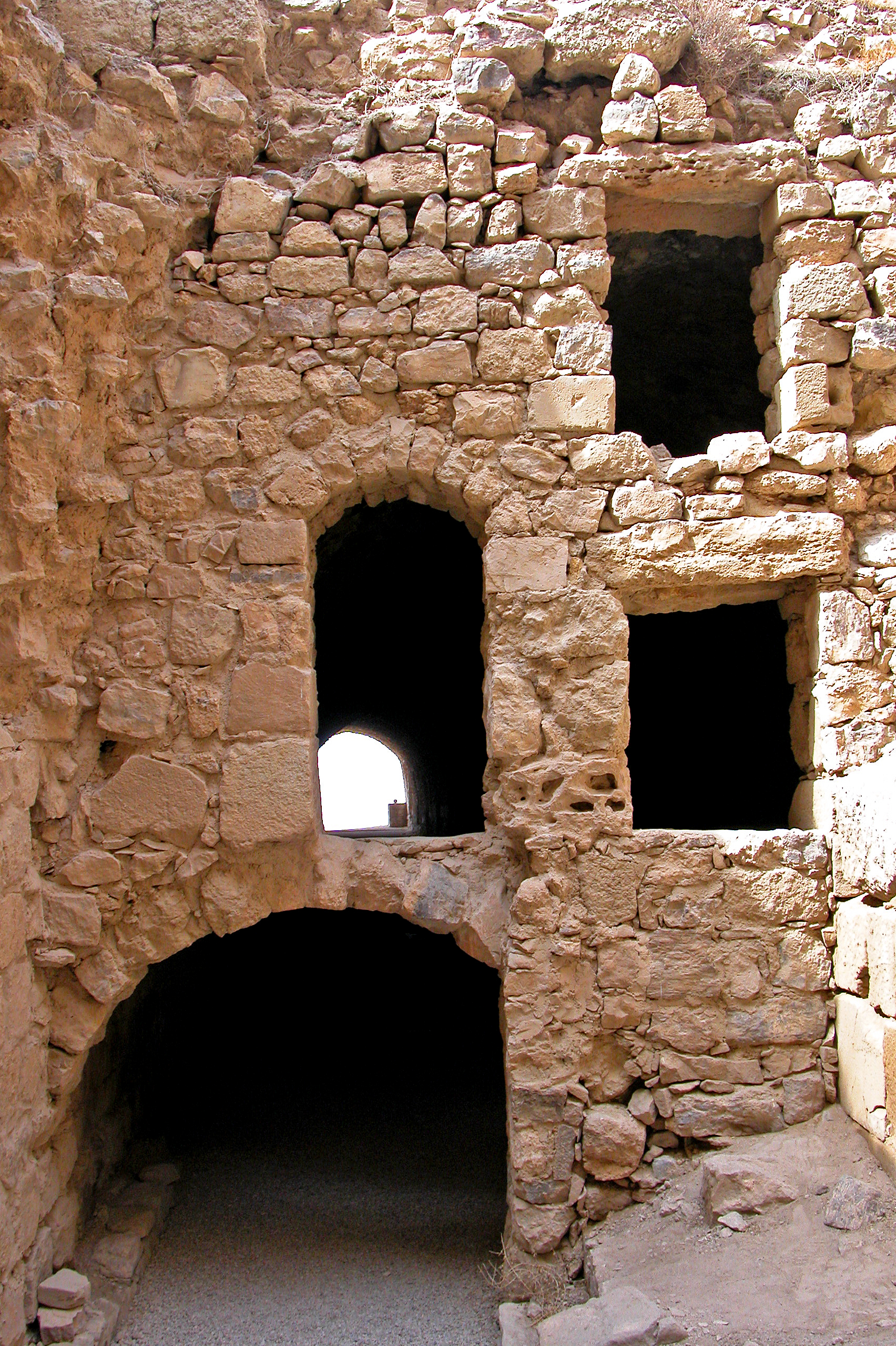
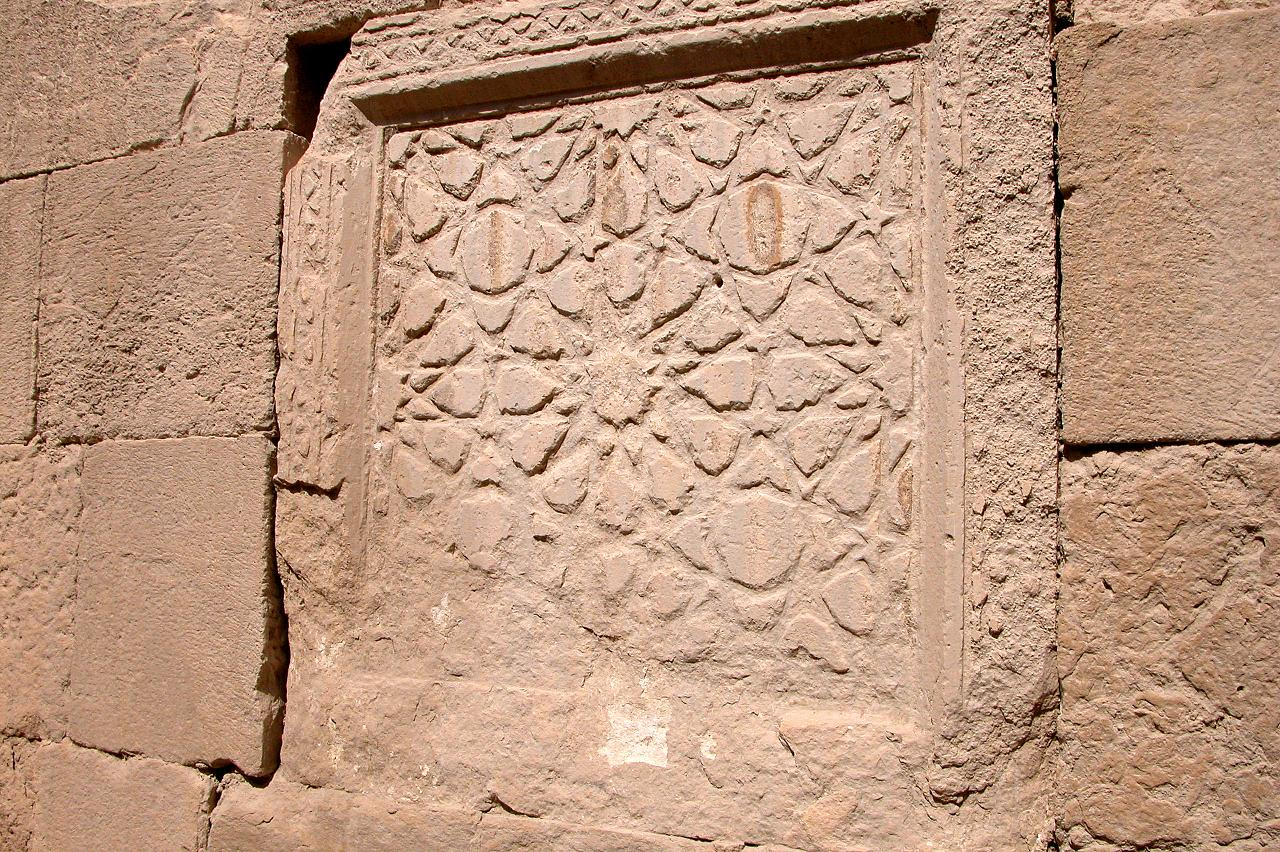
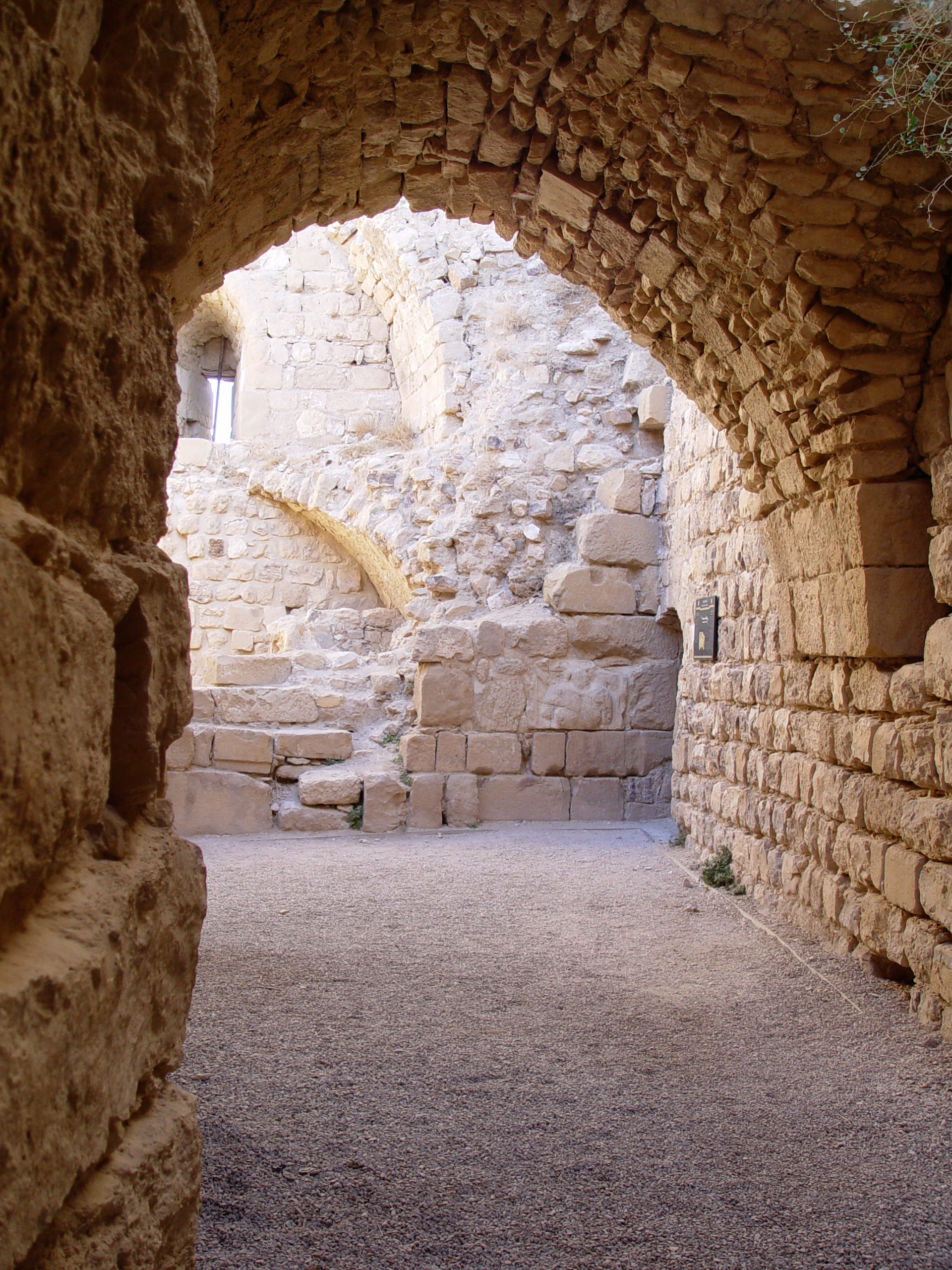
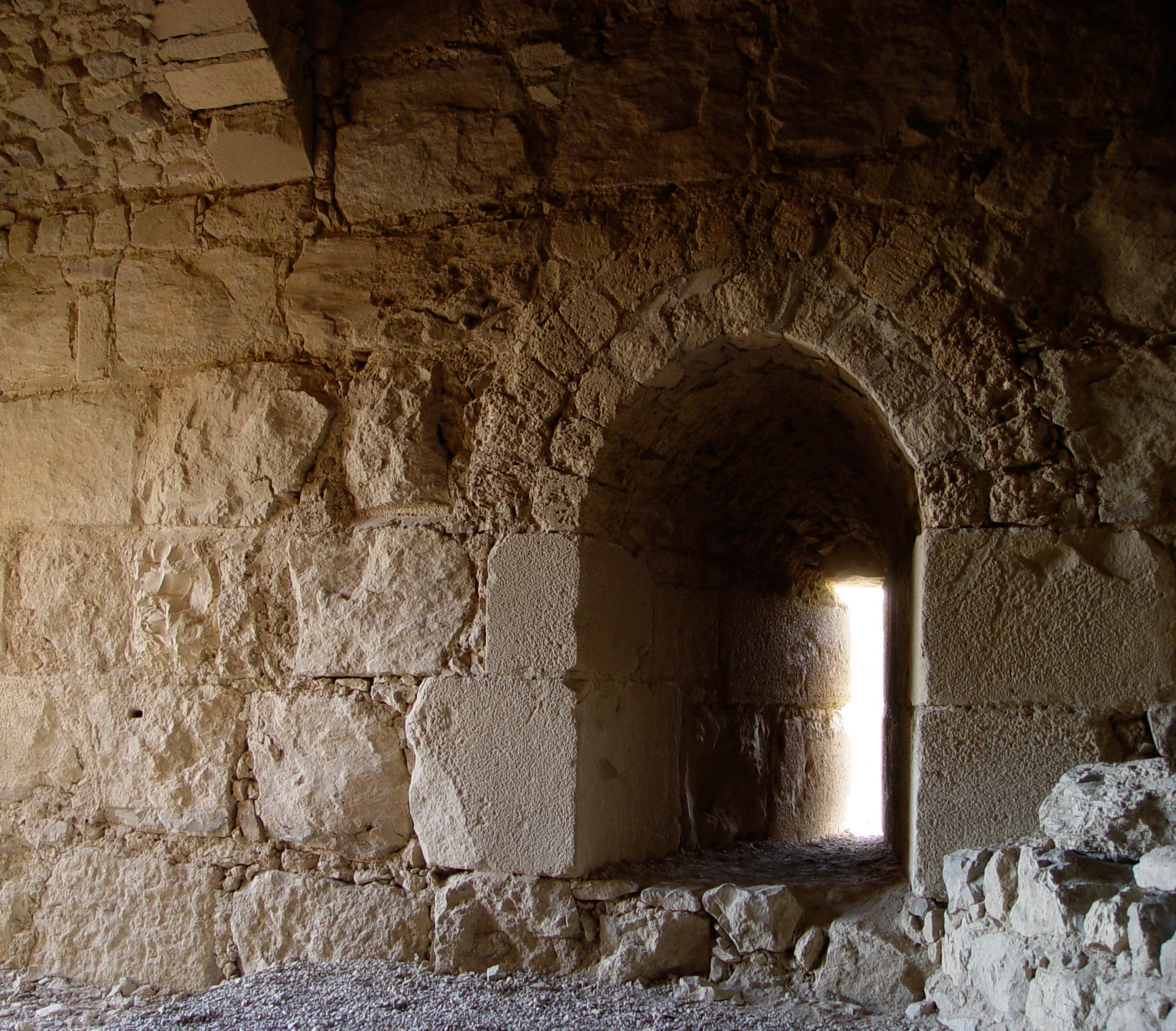
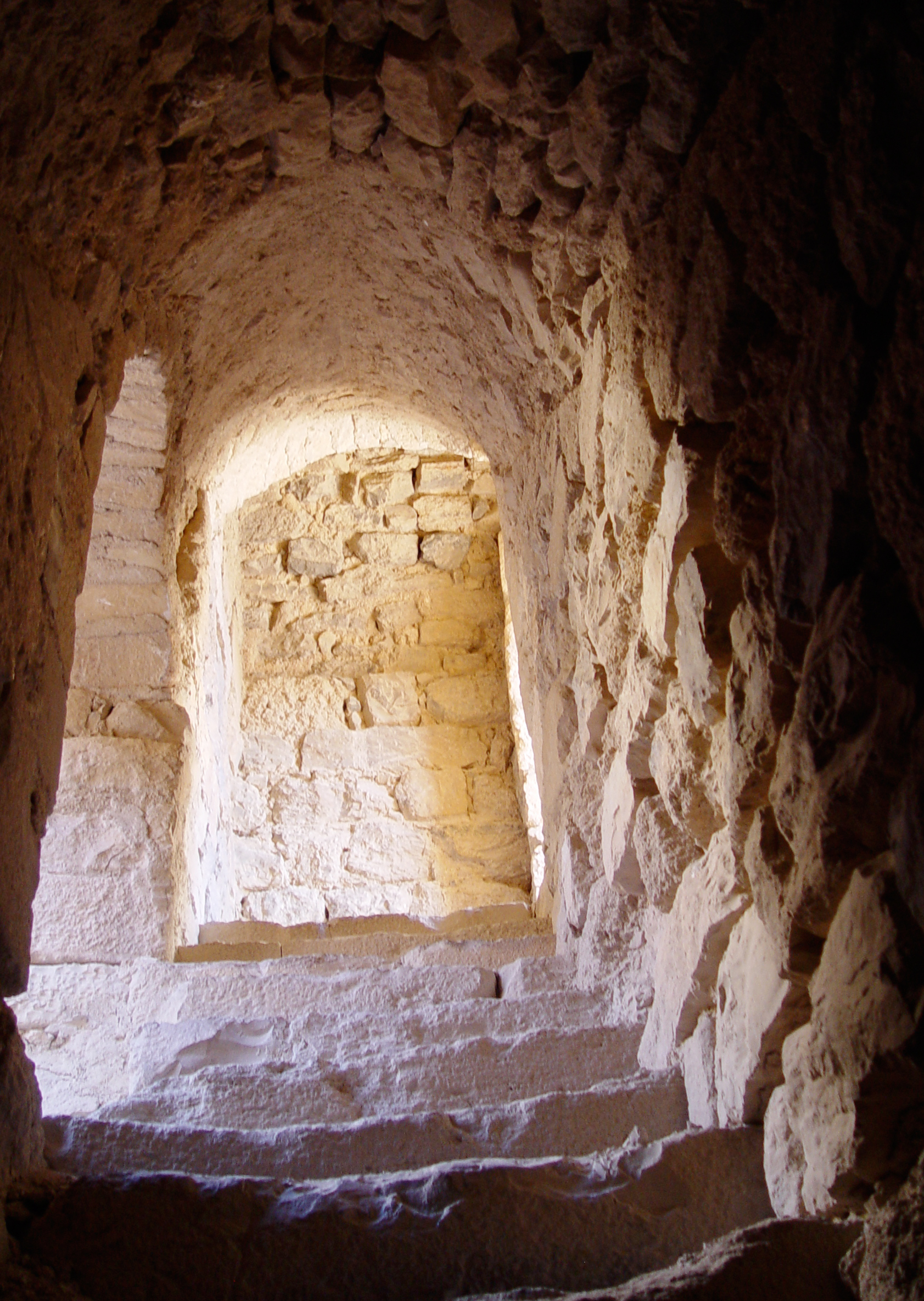
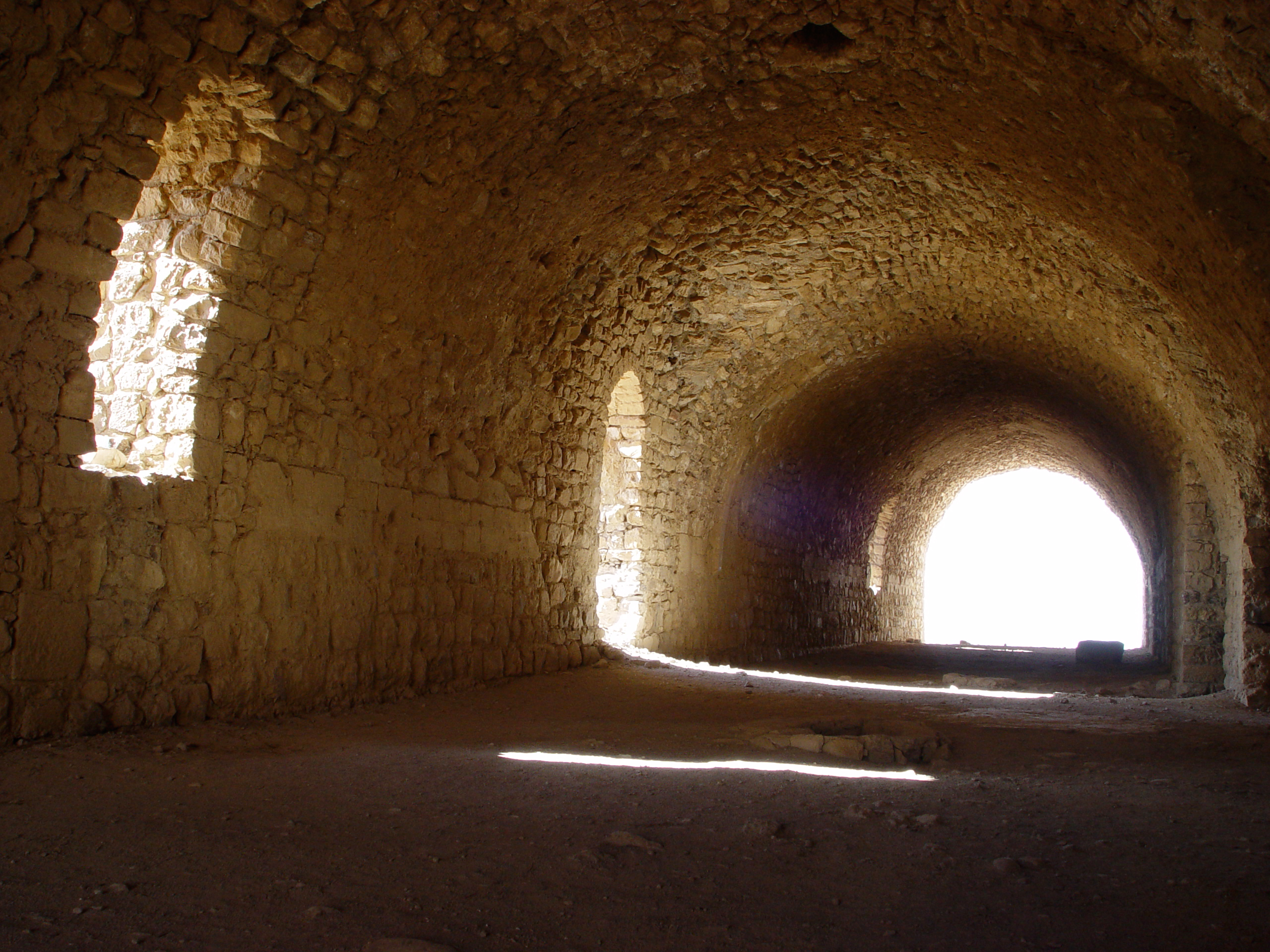
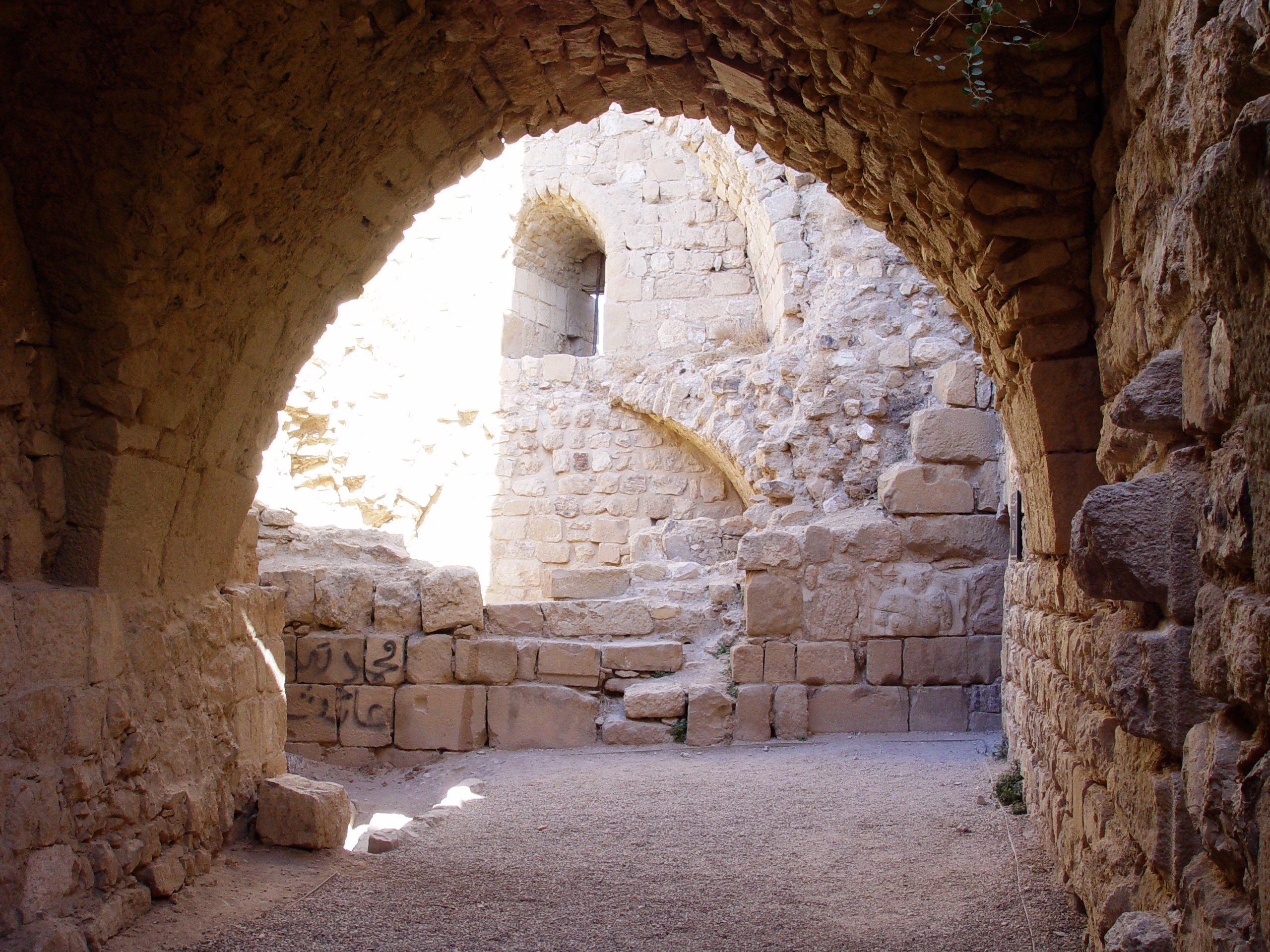
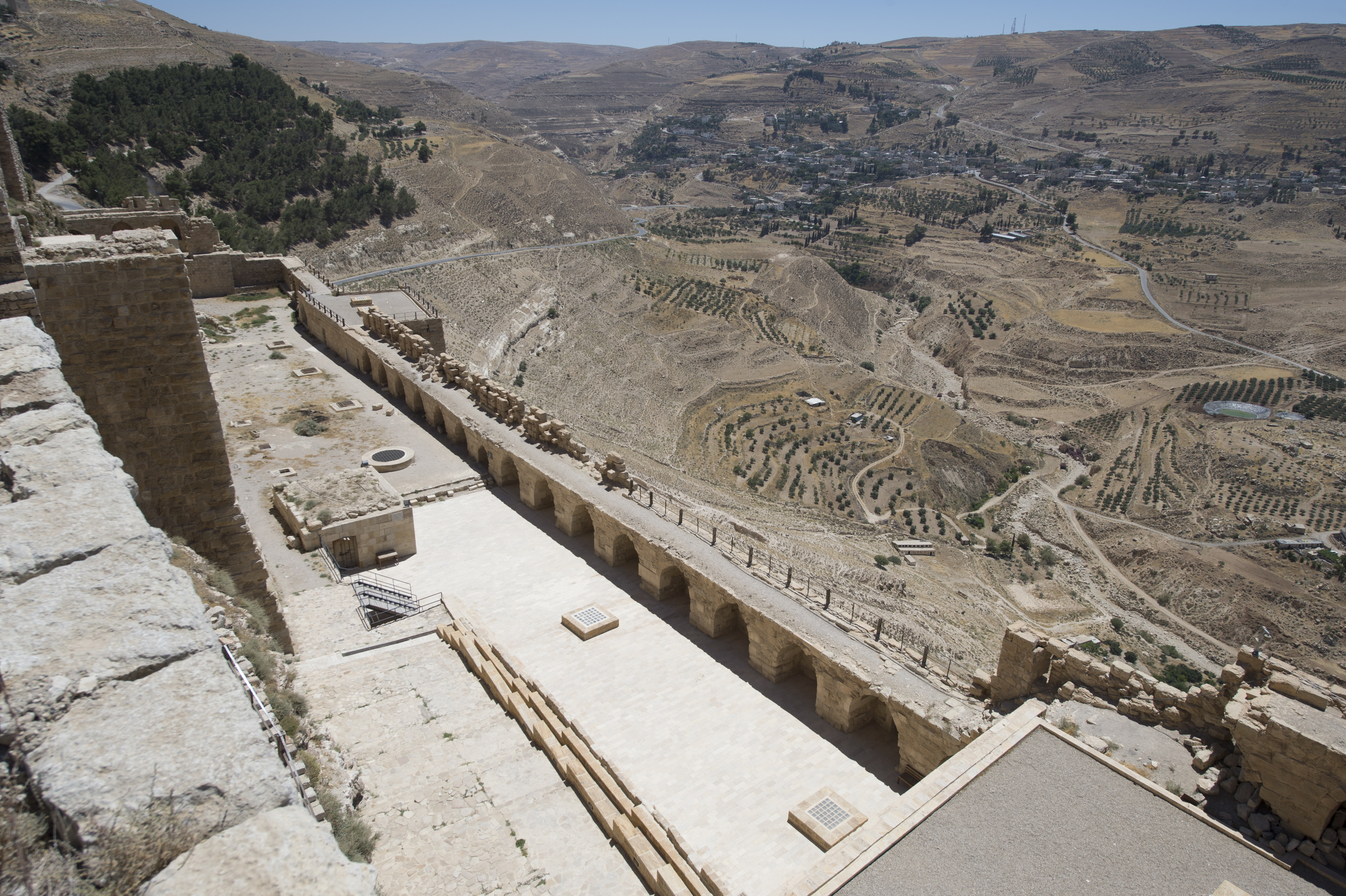
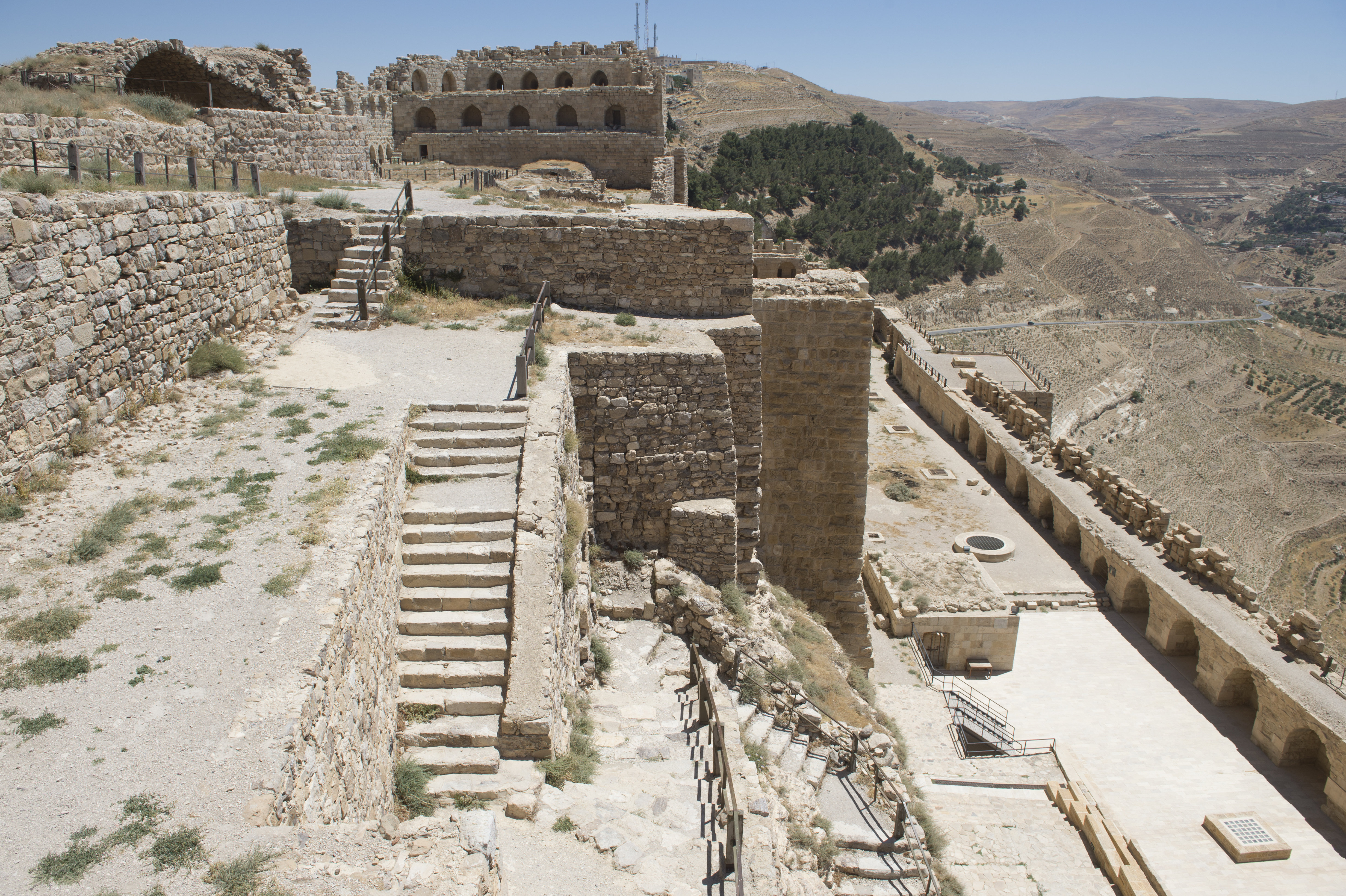
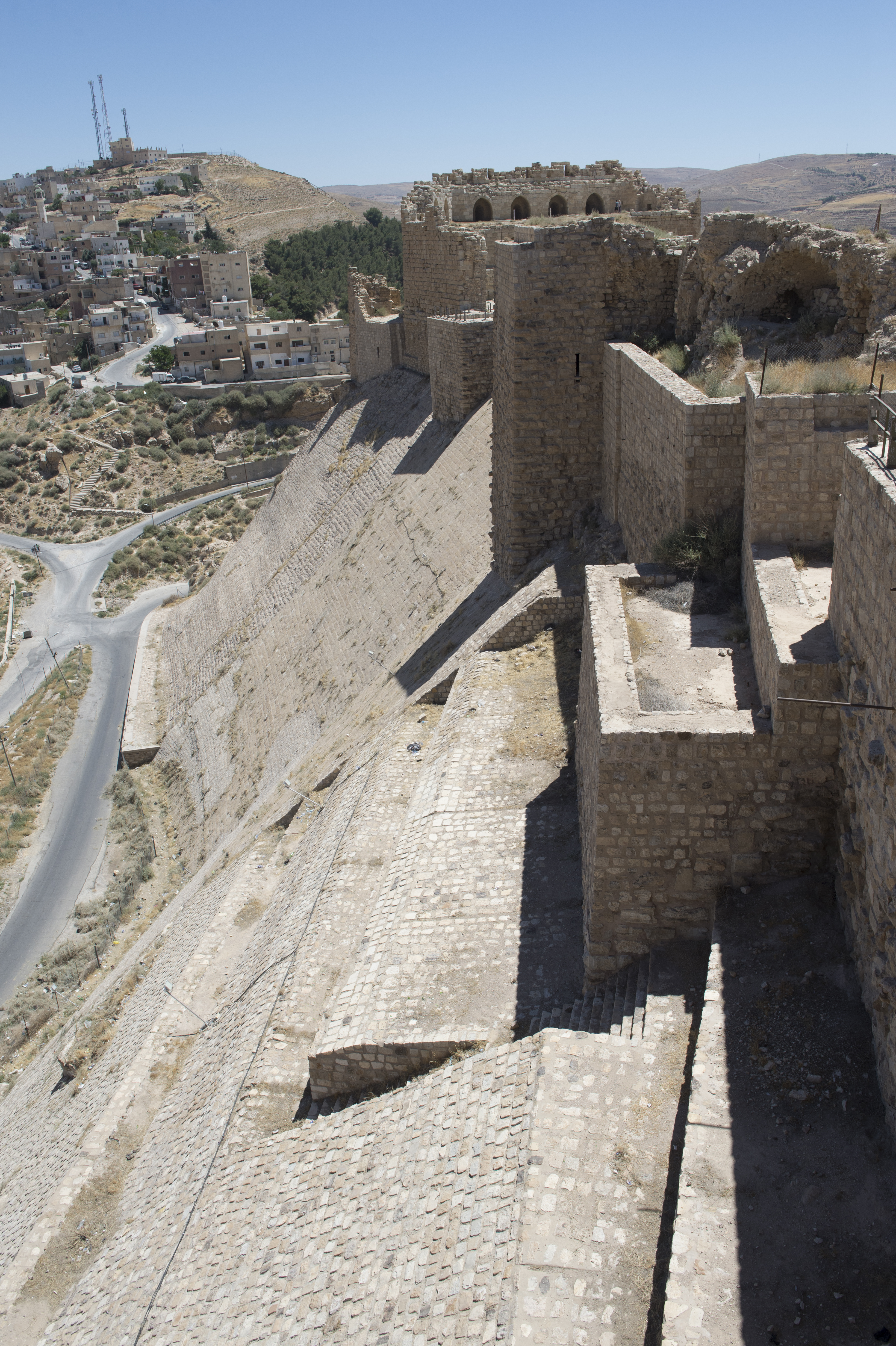
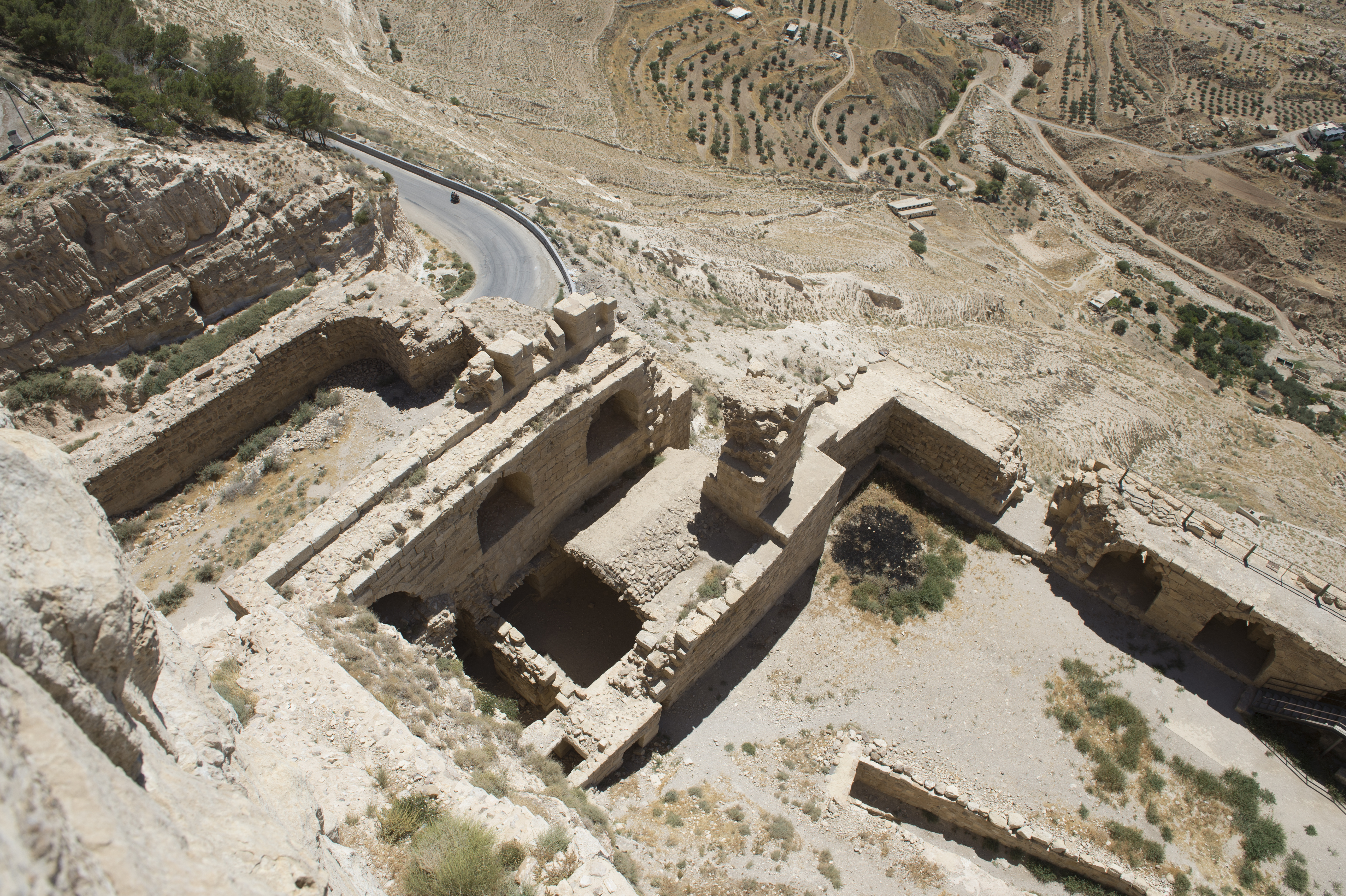
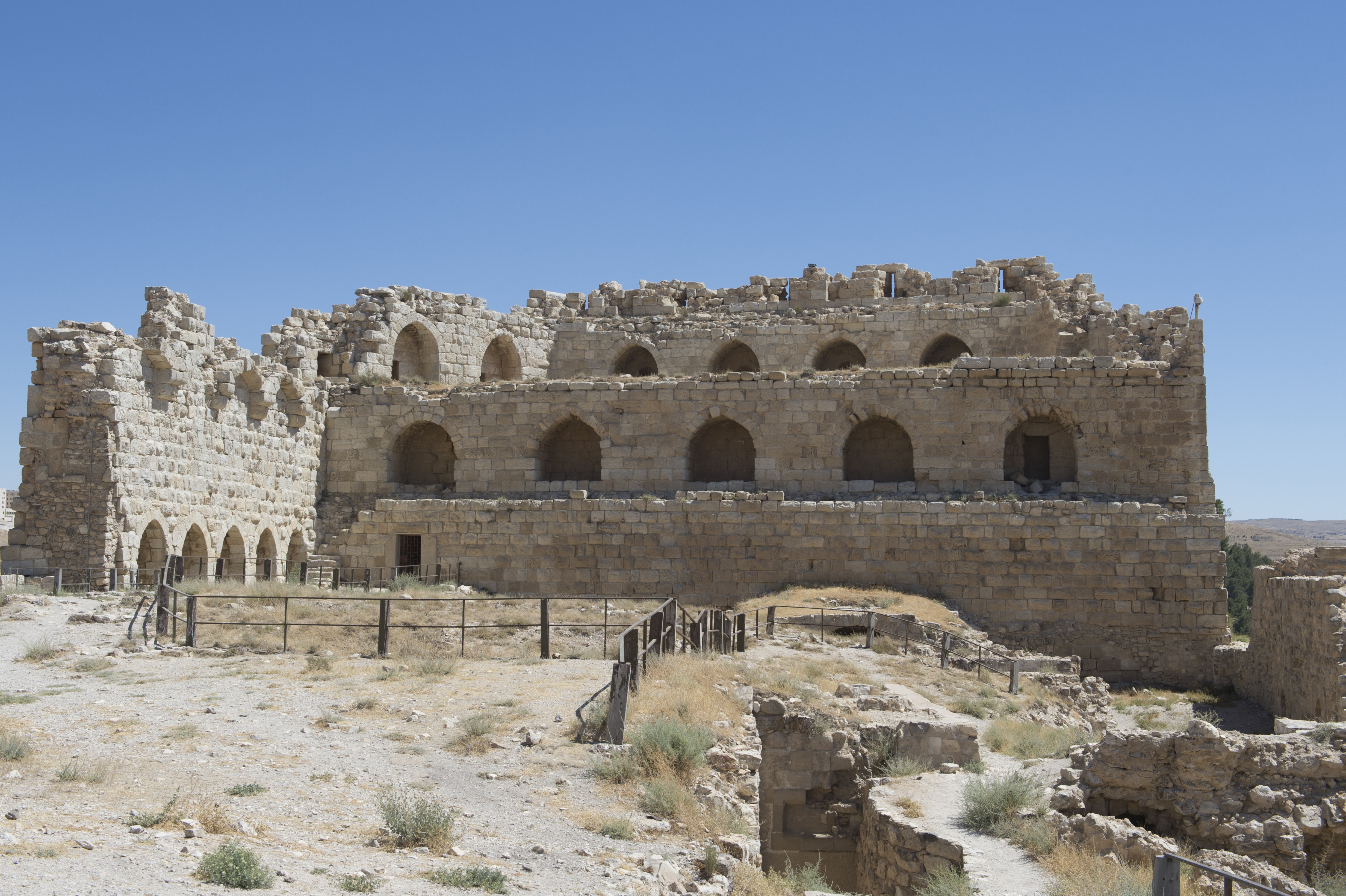
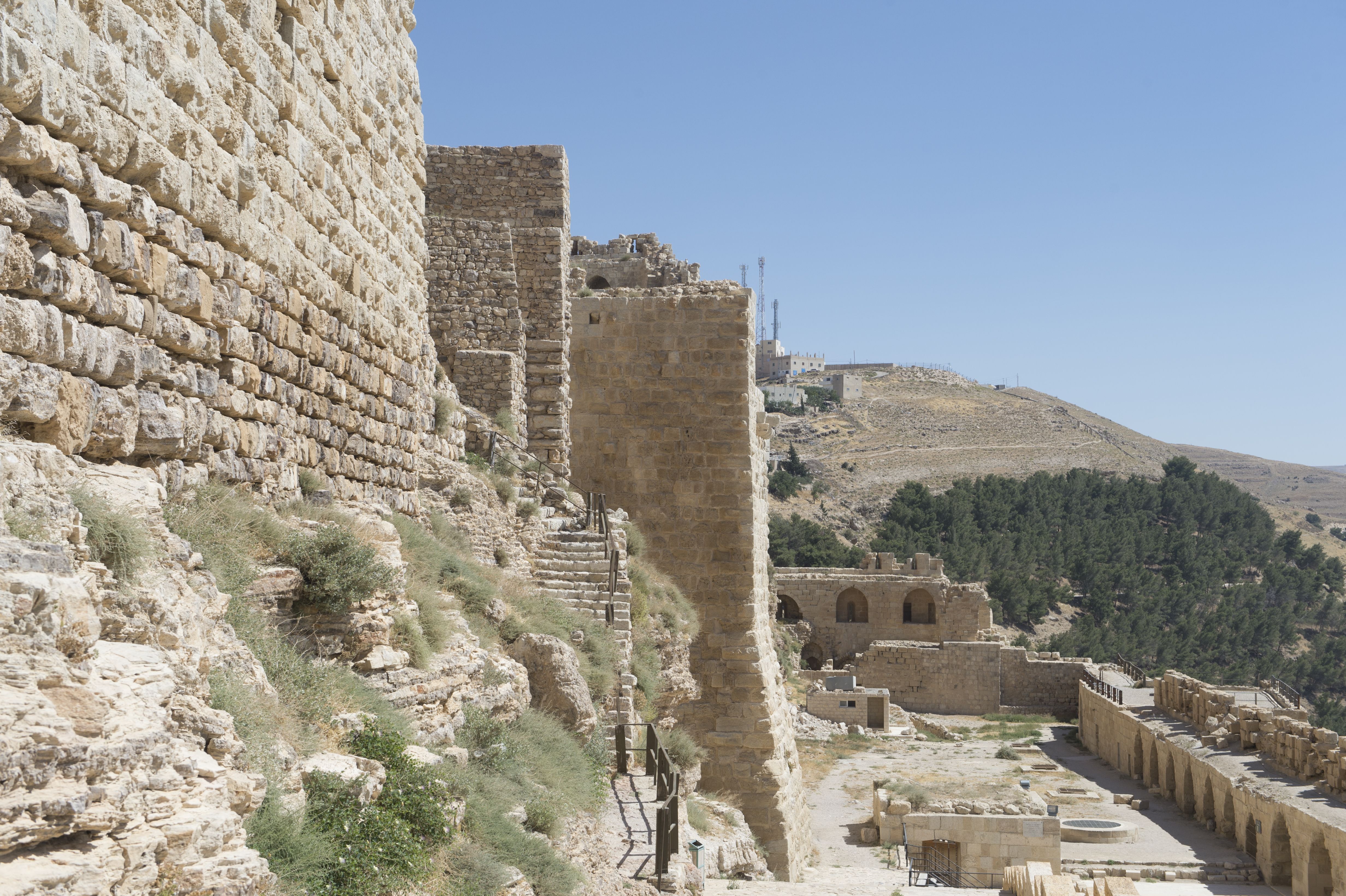
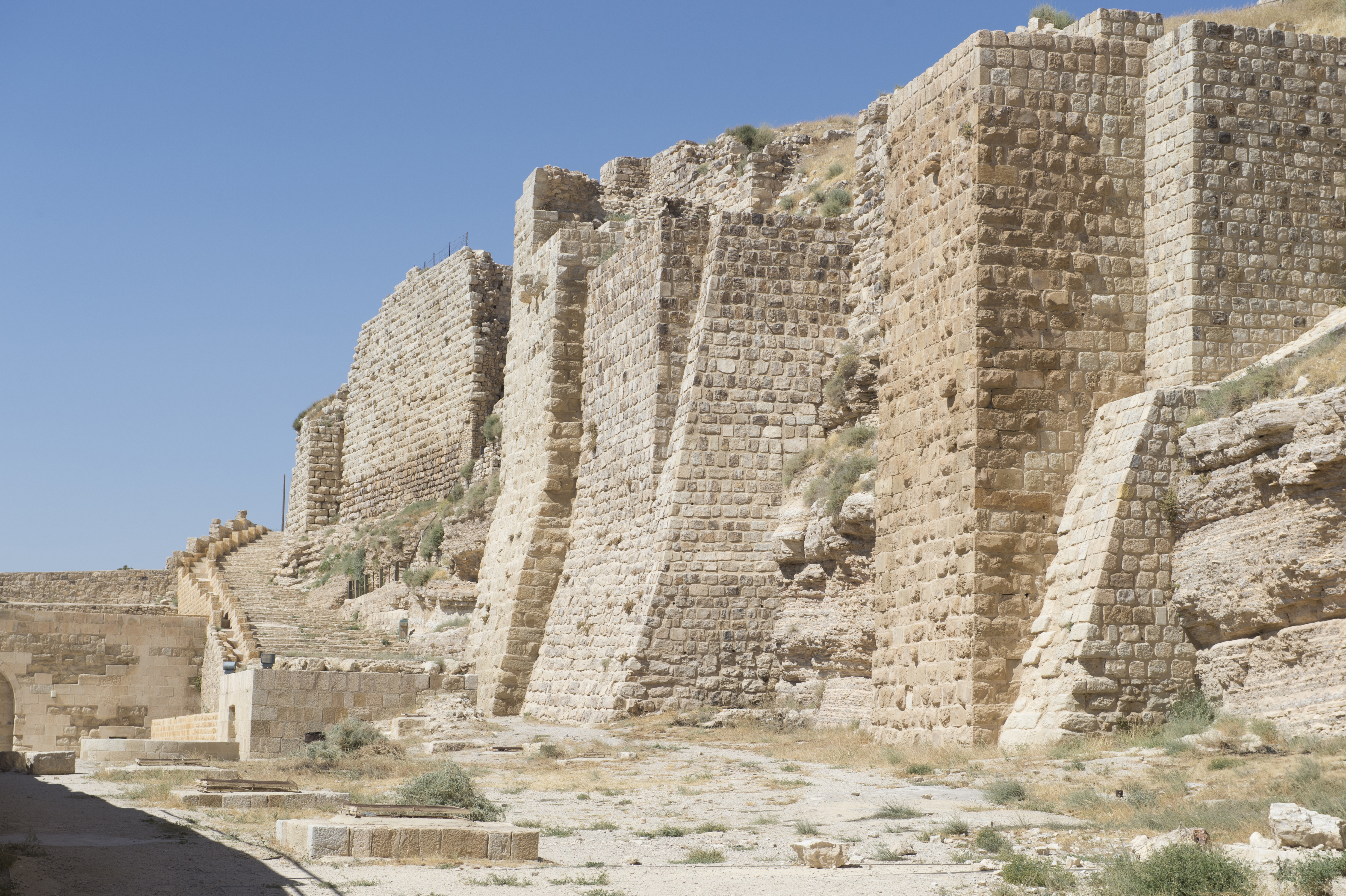
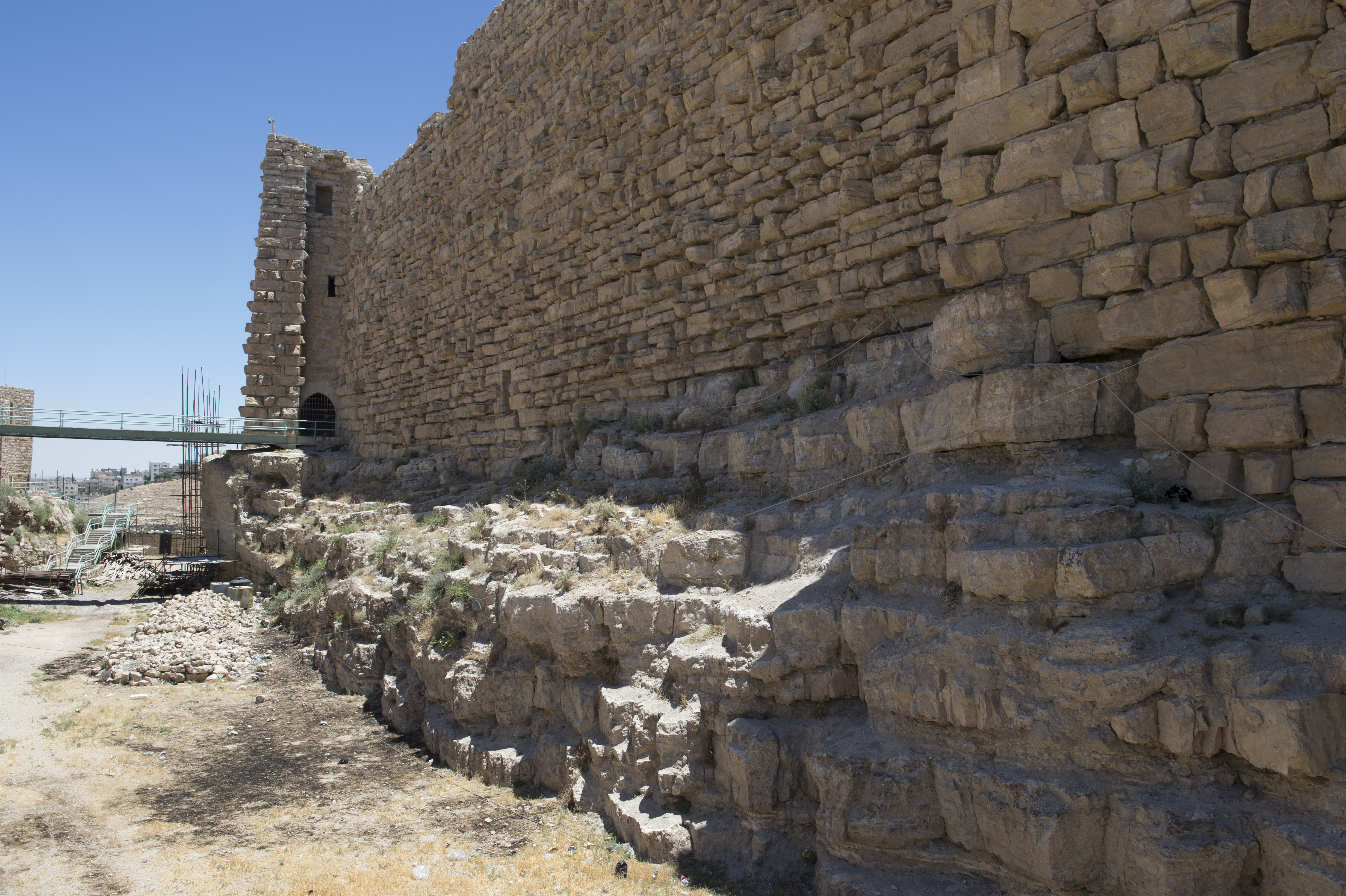